# Лола (циклон)
Циклон «Лола» (англ. Cyclone Lola) — найсильніший поза сезонний тропічний циклон у південній півкулі. Перший тропічний циклон і сильний тропічний циклон сезону південно-тихоокеанських циклонів 2023–24 років. Циклон «Лола» став третім сильним тропічним циклоном, який обрушився на Вануату протягом 2023 року після циклонів «Джуді» та «Кевін» на початку того ж року. Через циклон четверо людей загинуло і ще четверо було поранено.

## Метеорологічна історія

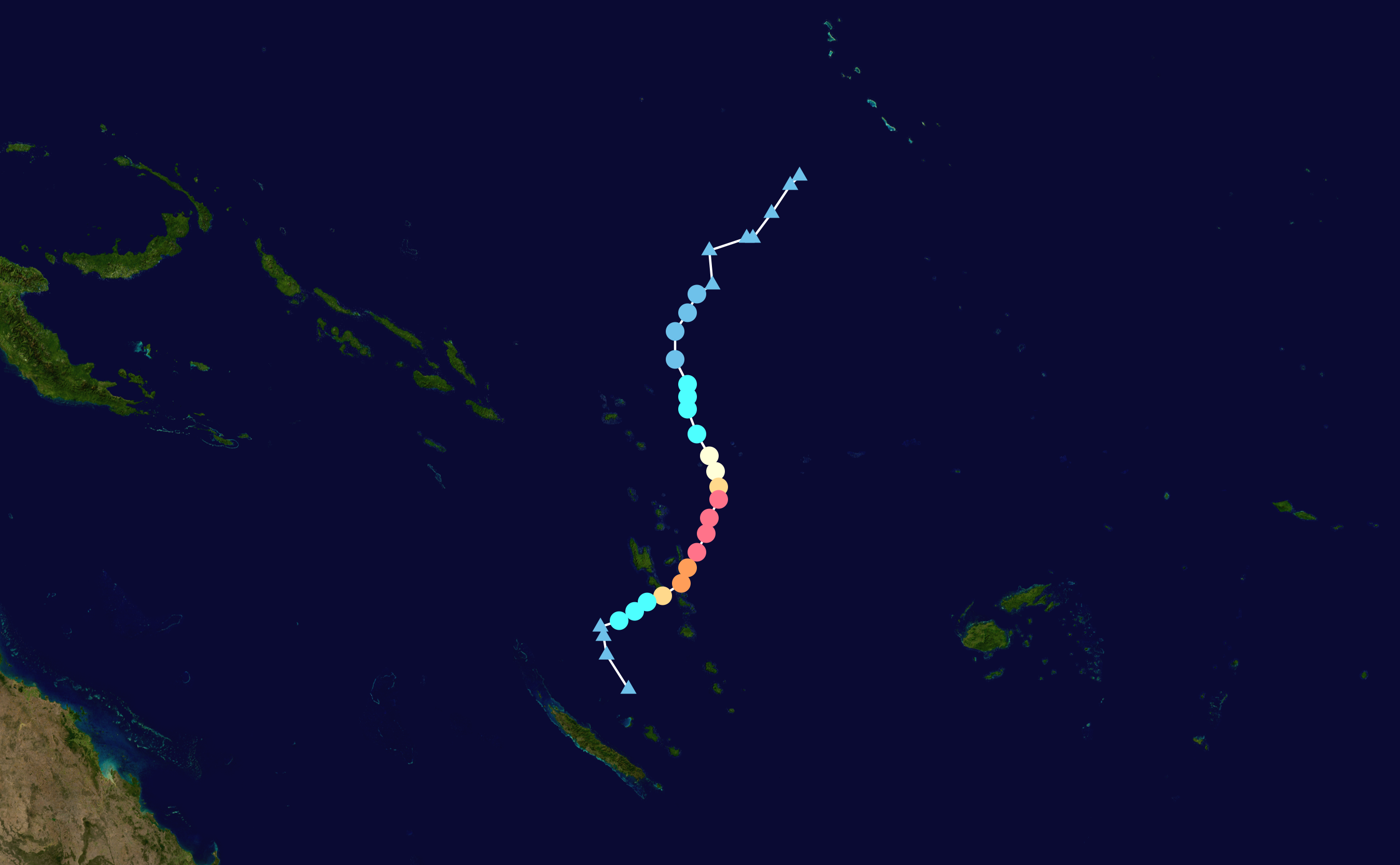
Карта шляху і інтенсивності Циклону Лола

19 жовтня Метеорологічна служба Фіджі  повідомила, що тропічне хвилювання 01F виникло в зоні низького тиску, приблизно в 1295 км (805 миль) на північний-схід від Хоніари на Соломонових островах. У цей час система була розташована в районі, сприятливому для подальшого розвитку, з теплою температурою поверхні моря 30–31 °C (86–88 °F) і низьким до помірного вертикального зсуву вітру. Протягом наступних кількох днів система поступово розвивалася далі, рухаючись на південний захід до островів Санта-Крус, перш ніж 21 жовтня FMS класифікувала її як тропічну депресію. Через кілька годин Об’єднаний центр попередження про тайфуни опублікував попередження про формування тропічного циклону, після того, як система виявила частково відкритий центр циркуляції низького рівня. Протягом наступних кількох днів система поступово рухалася на південний-захід, перш ніж FMS класифікувала її як тропічну депресію. Конвективна структура значно покращилася, і Об'єднанний центр  ініціював консультації щодо системи та класифікував її як тропічний циклон 01P о 21:00 UTC. Циклон дрейфував на південь, доки хребет верхнього рівня не зрушив шторм на південь.  Метеорологічна служба Фіджі згодом назвала систему Лола приблизно о 03:00 UTC 22 жовтня, після того, як вона перетворилася на тропічний циклон 1 категорії за шкалою інтенсивності австралійських тропічних циклонів.
Лола посилився до тропічного циклону 2 категорії через дванадцять годин у вигляді фрагментованих смуг, які широко загорталися в повільно консолідовану центральну щільну хмарність (CDO). Об'єднанний центр підвищив циклон Лола до урагану 1 категорії з максимальною однократною швидкістю вітру 120 км/год (75 миль/год). Рано 23 жовтня Лола посилився до тропічного циклону 3 категорії, тоді як зображення системи показало, що щільно загорнута конвективна смуга циркулює навколо нерівного ока. Лола швидко посилилася до 4 категорії, інтенсивність була досягнута до 12:00 UTC того дня, при цьому Лола показувала максимальну десятихвилинну постійну швидкість вітру 175 км/год (110 миль/год).
24 жовтня о 00:00 UTC Об'єднанний центр повідомив, що Лола досяг піку з 1-хвилинним стійким вітром, оціненим у 230 км/год (145 миль/год), що еквівалентно урагану 4 категорії за шкалою Саффіра-Сімпсона. Приблизно в той же час Метеорологічна служба Фіджі підрахувала, що Лола досягла піку з 10-хвилинним стійким вітром 215 км/год (130 миль/год), що зробило його тропічним циклоном 5 категорії. Як наслідок, Лола став першим міжсезонним тропічним циклоном 5 категорії, який був зафіксований у південній півкулі. Око Лоли швидко зникло, сигналізуючи про фазу швидкого ослаблення. Швидко ослаблений через вертикальний зсув вітру, Лола вийшов на сушу в Сован близько 03:00 UTC 25 жовтня. Метеорологічна служба Фіджі та Об'єднанний центр повідомили, що швидкість вітру Лола ослабла до 100 км/год (65 миль/год), оскільки система ослаблення спостерігала над Малекула. Протягом 26 жовтня Лола перетворилася на тропічну депресію, перш ніж востаннє це було помічено наступного дня, і Об'єднанний центр опублікував свої остаточні рекомендації щодо шторму.
Залишки Лоли пройшли біля островів Лоялті Нової Каледонії протягом 27 жовтня, перш ніж востаннє їх помітили пізніше того ж дня, коли вони перемістилися з зони відповідальності Фіджі у зону відповідальності Нової Зеландії, яку контролює Метеорологічна служба Нової Зеландії.

## Вплив

### Вануату

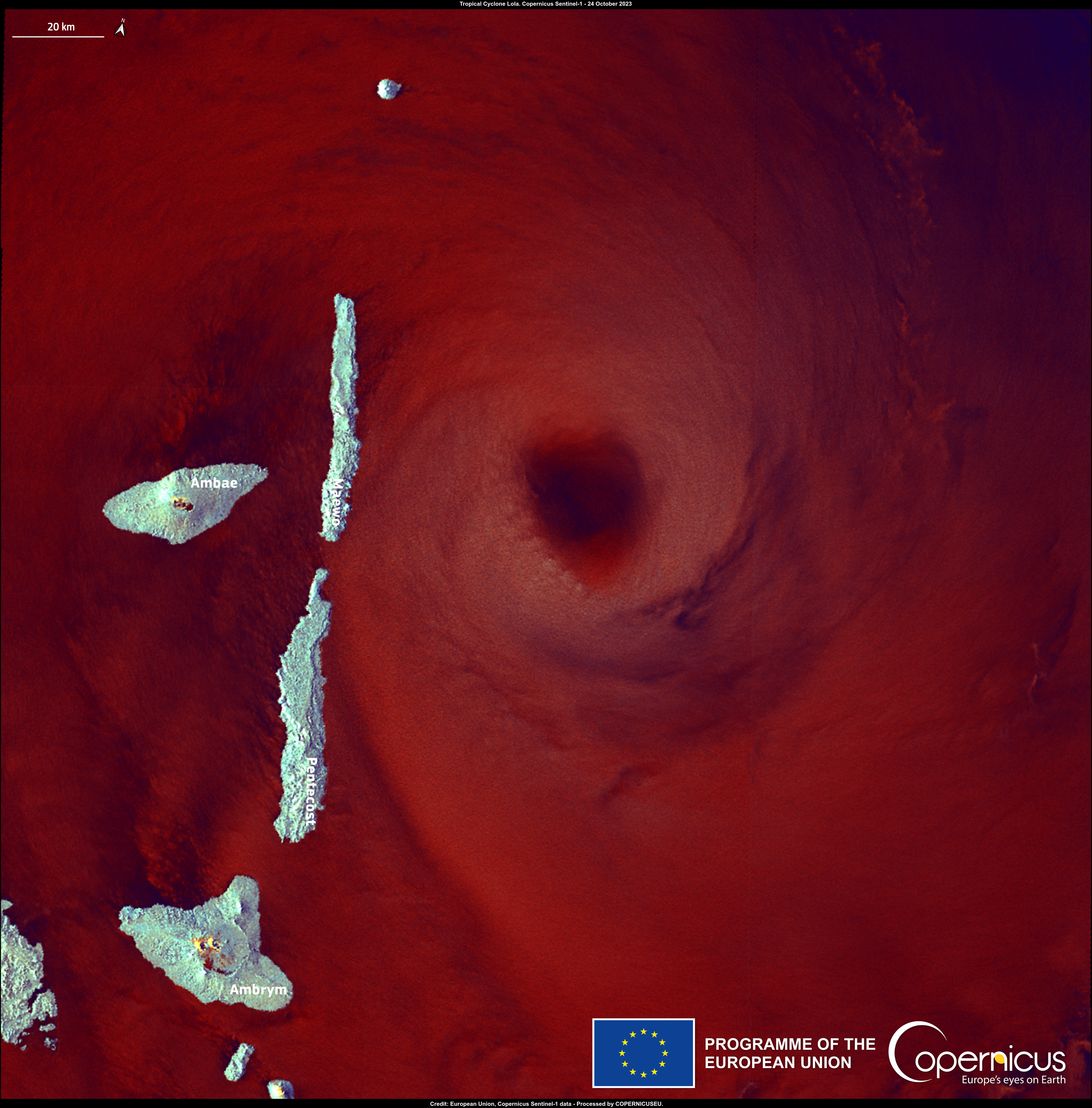
Око циклону Лола на схід від Маево 24 жовтня

У шести провінціях було активовано Національне управління з ліквідації наслідків стихійних лих (NDMO), агентство з надання допомоги при стихійних лихах і планування порятунку, яке було готове провести негайну оцінку після циклону. Усі урядові будівлі, ринки та банки закриті до подальшого повідомлення в столиці країни Порт-Віла. 23 жовтня Національний офіс Вануату з ліквідації наслідків стихійних лих (VNDMO) оголосив жовте попередження — вказуючи на загрозу тропічного циклону протягом 12 годин — для Пенама та Санми. Департамент метеорології Вануату також видав попередження про тропічний циклон для цих районів.
Прем'єр-міністр Вануату Шарлот Салваї та Королівські ВПС Австралії прибули для огляду пошкоджень. Крім того, сили оборони Нової Зеландії, Австралії та Франції нададуть додаткову допомогу та оцінять збитки. В Амбрімі загинуло двоє жінок, одна з яких була вагітною.
Через збій зв’язку на островах ці повідомлення були обмеженими, але місцеві чиновники повідомили, що будинки, школи та посіви були знищені в центральних провінціях Пенама та Малампа. Найбільше постраждали Пентекост, Мелакула та Амбрим; За оцінками, 50% усіх будинків там зазнали пошкоджень. ЮНІСЕФ повідомив, що Вануату звернулася за підтримкою до Механізму цивільного захисту Союзу (UCPM). У агентства були запаси для надзвичайних ситуацій включаючи літаки для спостереження, набори для укриття, брезенти.
30 жовтня міністр закордонних справ Нової Зеландії Нанайя Махута оголосила, що Нова Зеландія надасть 450 000 новозеландських доларів допомоги Вануату; у тому числі 350 000 новозеландських доларів Адвентистському агентству розвитку та допомоги та 100 000 новозеландських доларів уряду Вануату.

### Соломонові Острови та Нова Зеландія
Національне управління з ліквідації наслідків стихійних лих Соломонових Островів (NDMO) повідомило, що циклон «Лола» мав серйозні наслідки для  Тікопіа. Лола спричинила тілесні ушкодження чотирьом людям, включаючи маленьку дитину; Зруйновано 116 будинків і одну церкву. Крім того, була пошкоджена телефонна вежа. Залишки циклону Лола злилися з системою низького тиску в Тасмановому морі перед тим, як 30 жовтня вплинути на північні райони Нової Зеландії. Сувора погода спричинила повені та відключення електроенергії у верхній частині Північного острова, а сильний вітер пошкодив лінії електропередач і скасував рейси. Круїзне судно, що прямувало до Окленда, змушене було сховатися біля Рангітото після того, як закрили порт.